# Ephemerella velmae
Ephemerella velmae is een haft uit de familie Ephemerellidae. De wetenschappelijke naam van de soort is voor het eerst geldig gepubliceerd in 1963 door Allen & Edmunds.
De soort komt voor in het Nearctisch gebied.